# Betty Balfour

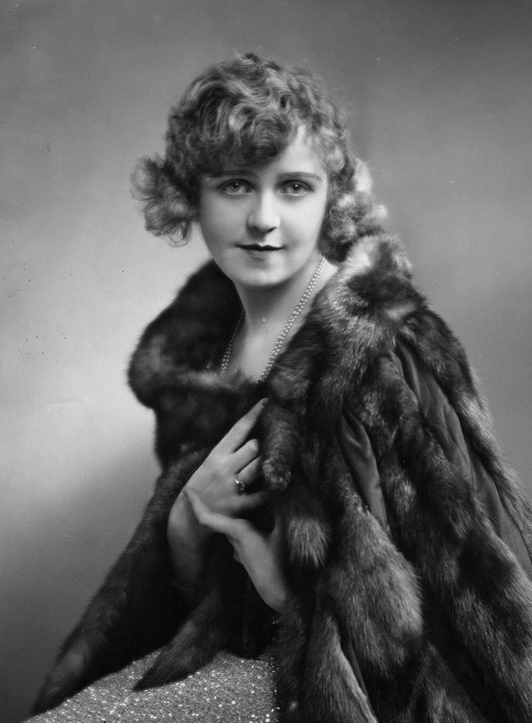
Betty Balfour

Betty Balfour, född 27 mars 1903 i London, död 4 november 1977 i Weybridge, Surrey, var en engelsk skådespelare. Hon var Storbritanniens mest populära skådespelerska på 1920-talet, och den brittiska stumfilmens enda internationella stjärna. Hennes popularitet dalade då ljudfilmen gjorde intåg i början av 1930-talet, och hon lämnade då filmen. Efter ett misslyckat comebackförsök på scenen 1952 försökte hon ta sitt liv, och levde därefter tillbakadraget under resten av sitt liv.

## Filmografi i urval
- 1926 – Flickorna Gyurkovics
- 1928 – Champagne
- 1934 – Evigt ung